# عمل (تقسيم إداري)
العمل أو الأعمال هو تقسيم إداري مصري ظهر في نهاية عصر الدولة الفاطمية وبداية عصر الدولة الأيوبية ليخلُف نظام الكُور الذي كان معمولًا به منذ الفتح الإسلامي لمصر، وتم فيه ضم الكور التي كانت موجودة وقتئذ في وحدات إدارية أكبر عُرفت بالأعمال.
ذكر ابن دقماق في كتابه «الانتصار لواسطة عقد الأمصار» أن كور الوجه البحري عددها 33 كورة، جُمعت في عدد من الأعمال في نهاية عصر الدولة الفاطمية، ذكرها أبو المكارم في تاريخه، وهي:
1. الأعمال الشرقية
2. أعمال المرتاحية
3. أعمال الدقهلية
4. أعمال الأبوانية
5. أعمال جزيرة قوسينا
6. الأعمال الغربية
7. الأعمال السمنودية
8. الأعمال المنوفية
9. أعمال فوه والمزاحمتين
10. أعمال النستراوية
11. أعمال جزيرة بني نصر
12. أعمال البحيرة
13. أعمال حوف رمسيس

أما كور الوجه القبلي وعددها 22 كورة، فقد جُمعت في عدد من الأعمال، وهي:
1. الأعمال الجيزية
2. الأعمال الأطفيحية
3. الأعمال البوصيرية
4. الأعمال الفيومية
5. الأعمال البهنسائية
6. أعمال الأشمونين
7. الأعمال السيوطية
8. الأعمال الأخميمية
9. الأعمال القوصية

أضيف عملين جديدين لأعمال الوجه البحري، ذكرهما ابن مماتي ضمن أعمال الروك الصلاحي الذي أُجري للقُطر المصري في بداية عصر الدولة الأيوبية، وهما:
1. الأعمال الدنجاوية
2. أعمال الكفور الشاسعة من حوف رمسيس

ولقد امتد العمل بنظام الأعمال حتى العصر المملوكي، غير أن المماليك أدخلوا بعض التعديلات الإدارية على تلك الأعمال بعد إجراء الروك الناصري، وهي:
1. إضافة بعض الأعمال مثل الأعمال المنفلوطية والأعمال القليوبية وضواحي القاهرة وضواحي الإسكندرية
2. إلغاء بعض الأعمال مثل الأعمال البوصيرية والدنجاوية والسمنودية وجزيرة قوسينا وحوف رمسيس والكفور الشاسعة.
3. دمج أعمال الأعمال المرتاحية والدقهلية، في عمل واحد باسم أعمال الدقهلية والمرتاحية.
4. تغيير اسم الأعمال الأبوانية إلى أعمال ضواحي دمياط.